# جسم شيلر-دوفال

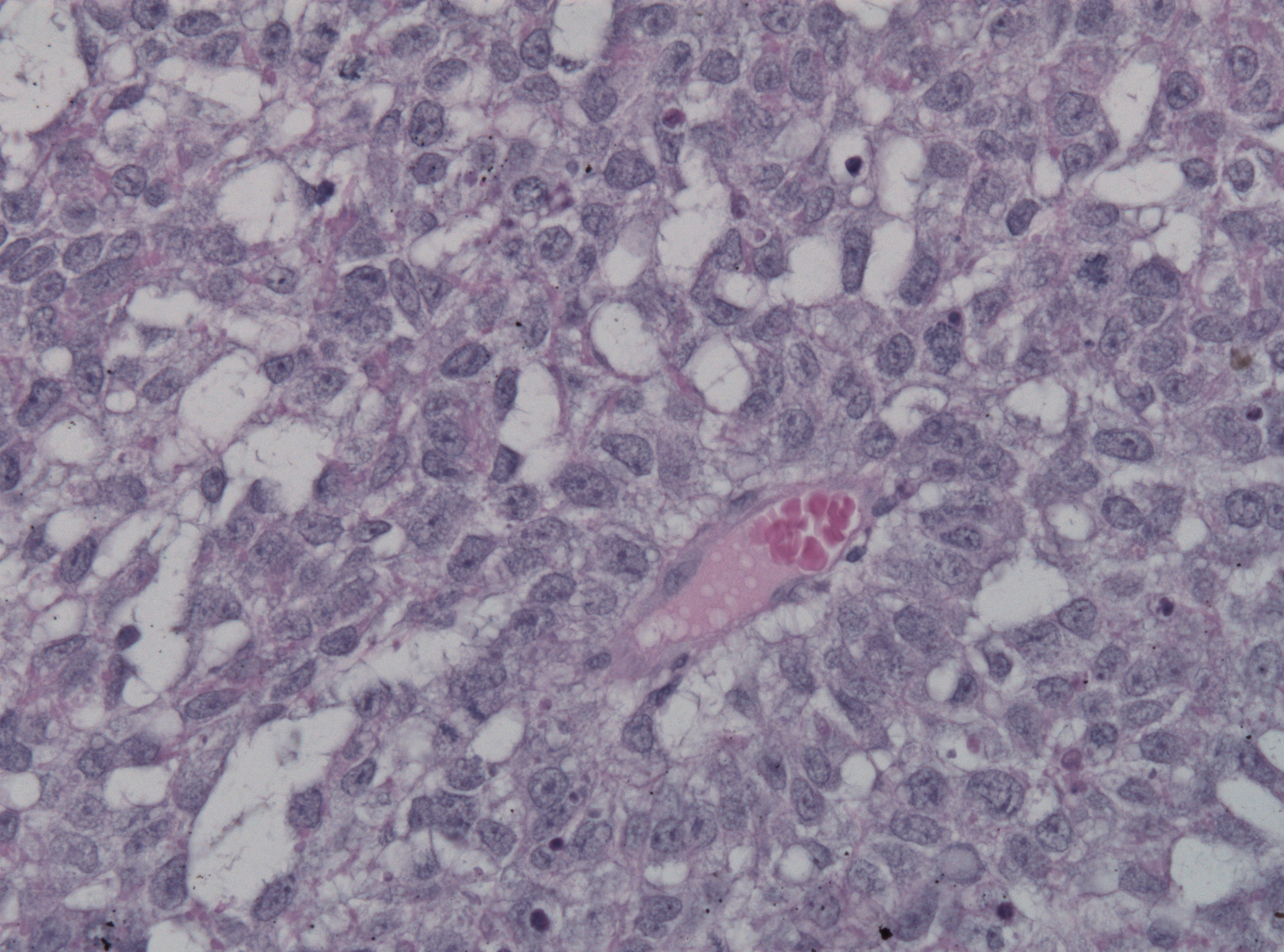
خزعة من ورم جيب الأديم الباطن تُظهر جسم شيلر-دوفال

جسم شيلر-دوفال (بالإنجليزية: Schiller–Duval body)‏ هو بنية خلوية يتم مُشاهدتها بواسطة المجهر في أورام جيب الأديم الباطن والتي تعتبر أكثر سرطانات الخصية شيوعاً بين الأطفال، حيثُ توجد أجسام شيلر-دوفال في حوالي 50% من هذه الأورام، وإذا وجدت تُعتبر من العلامات المميزة للورم. تم وصف هذه الأجسام في أواخر القرن التاسع عشر من قِبل ماثياس دوفال وَوالتر شيلر، حيثُ تمت تسميتها على اسميهِمها.
يَصف البعض جسم شيلر-دوفال على أنهُ يُشبه الكبيبة. تمتلك هذه الأجسام لُب من الأديم المتوسط مَع شعيرة دموية مركزية مُحاطة بطبقات مُسطحة من الخلايا الحشوية والجدارية. قد تُظهر صبغات التألق المناعي كريات ليوزينية شبيهة بالهيالين داخل وخارج السيتوبلازم والتي تحتوي على ألفا فيتو بروتين وَألفا 1-أنتيتريبسين